# Star Tribune
Star Tribune è il più diffuso quotidiano del Minnesota, Stati Uniti d'America. Deriva da due giornali inizialmente concorrenti: Minneapolis Tribune e Minneapolis Daily Star in competizione negli anni Venti e che ebbero diversi cambi di nome; nel 1940 i due giornali di Minneapolis passarono allo stesso gruppo, con il Tribune pubblicato la mattina e lo Star la sera. Si fusero nel 1982, creando Star and Tribune, e nel 1987 fu ribattezzato Star Tribune. Dopo un periodo tumultuoso in cui il giornale fu venduto e rivenduto e presentò istanza di fallimento nel 2009, fu acquistato dall'uomo d'affari locale Glen Taylor nel 2014.
Lo Star Tribune serve Minneapolis ed è distribuito in tutta l'area metropolitana di Minneapolis – Saint Paul, nello stato del Minnesota e nell'Upper Midwest. In genere contiene notizie nazionali, internazionali e locali, sport, affari e contenuti sullo stile di vita. I giornalisti dello Star Tribune e dei giornali che lo hanno preceduto hanno vinto sei premi Pulitzer, due dei quali nel 2013. La sede del giornale è nel centro di Minneapolis. La sua distribuzione è al 7º posto negli Stati Uniti.